# マヌエル様式
マヌエル様式（ポルトガル語: estilo manuelino）とは、15世紀後半から16世紀のポルトガルで流行した建築様式である。代表的な建築物にヴァスコ・ダ・ガマのインド航路開拓を記念して建立されたジェロニモス修道院、トマールのキリスト教修道院が挙げられる。

## 歴史
ポルトガル王マヌエル1世（在位：1495年 - 1521年）の治世に流行し、ポルトガルのほぼ全域に広まった。16世紀前半のポルトガルでは大航海時代に海外交易で得た利益を背景に、王室の富を誇示するかのように過剰ともいえる装飾を施した建物が多く建てられた。王室の勅令によってポルトガル全土の建物に適用されたマヌエル様式は、自国の航海の達成を祝福するポルトガル人全体の感情に支えられ、大衆建築にも浸透する。
マヌエル1世の死後もポルトガルの建築物にマヌエル様式の装飾は取り入れられ、後の時代にネオ・マヌエル様式と呼ばれる建築様式が生まれる。

## 特徴
マヌエル様式は建物の空間を規定する建築様式ではなく、後期ゴシック建築に付随する装飾手法の一種と見なされる場合もある。
後期ゴシック建築、ルネサンス建築、イスラム建築の要素と大航海時代の自然観を備えている点にマヌエル様式の特徴がある。建物には船や海に関する装飾が施され、地球儀、鎖、ロープの結び目、舷窓の蓋、波、サンゴ、海草、インドや南アメリカの植物、人間、宗教などがモチーフとされている。その一例として、ベレンの塔に施されているロープ、海草、網、貝の彫刻が挙げられる。過剰な装飾がマヌエル様式の特徴であるが、他方バロック建築を思わせる新しい試みも取り入れられていた。トレーサリーにはイスラム建築の影響が見られ、ベレンの塔に付設されている小尖塔はインドの影響を受けていると考えられている。また、マヌエル1世は、トマールの修道院といった既存の建築物の増築を行っており、マヌエル1世の治世以降の新たな建築物のほかに、それらの建物の増築された部分にもマヌエル様式が取り入れられている。
マヌエル様式を構成する要素として、螺旋状の柱、多中心のアーチ、八角形の塔、円錐状の尖塔などが挙げられる。同一の高さの内陣を数個備える教会堂が特徴的なドイツのハレンキルヘ様式が教会の間取りに採用されていたが、内陣の比率と採光には独自性が見られる。
マヌエル様式を代表する建築家にはフランス出身と考えられている建築家ボワタック、ポルトガル出身のジョアン・デ・アルタが挙げられている。ボワタックはマヌエル様式を確立した人物とされ、ジェロニモス修道院とバターリャ修道院の増築を手がけている。スペイン出身の建築家ジョアン・デ・カスティーリョはトマールの修道院の増築の設計を担当し、彼が手がけた部分には母国スペインのプラテレスコ様式の影響が見られる。

## マヌエル様式が用いられている建築物の一例

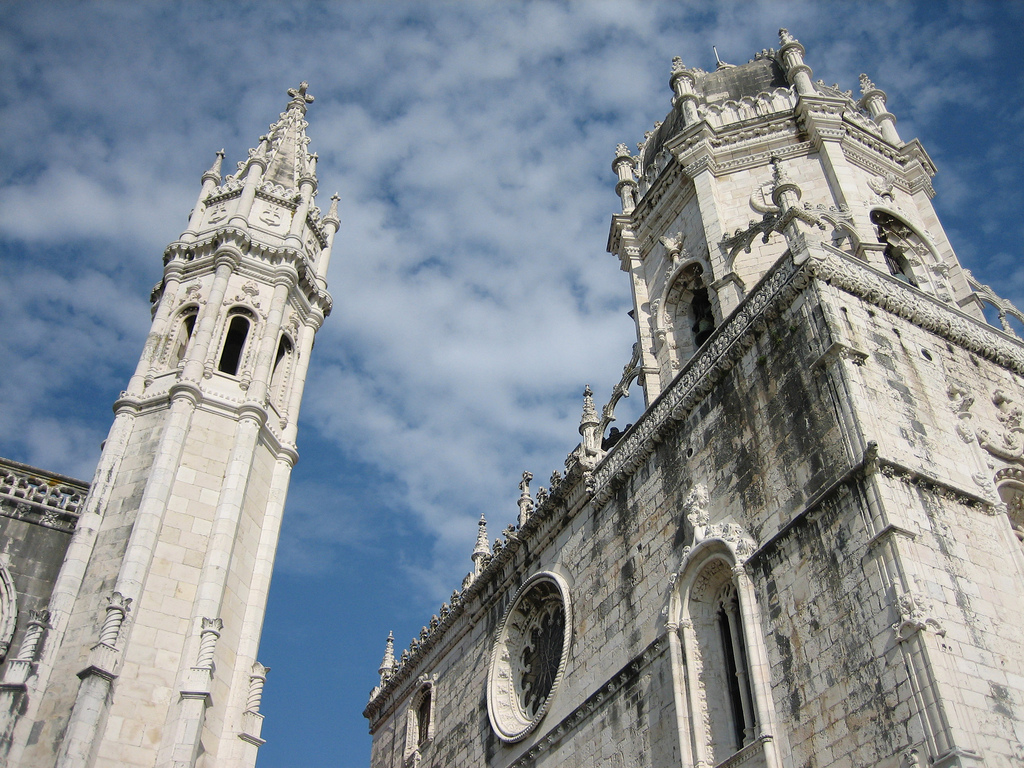
ジェロニモス修道院
- トマールのキリスト教修道院
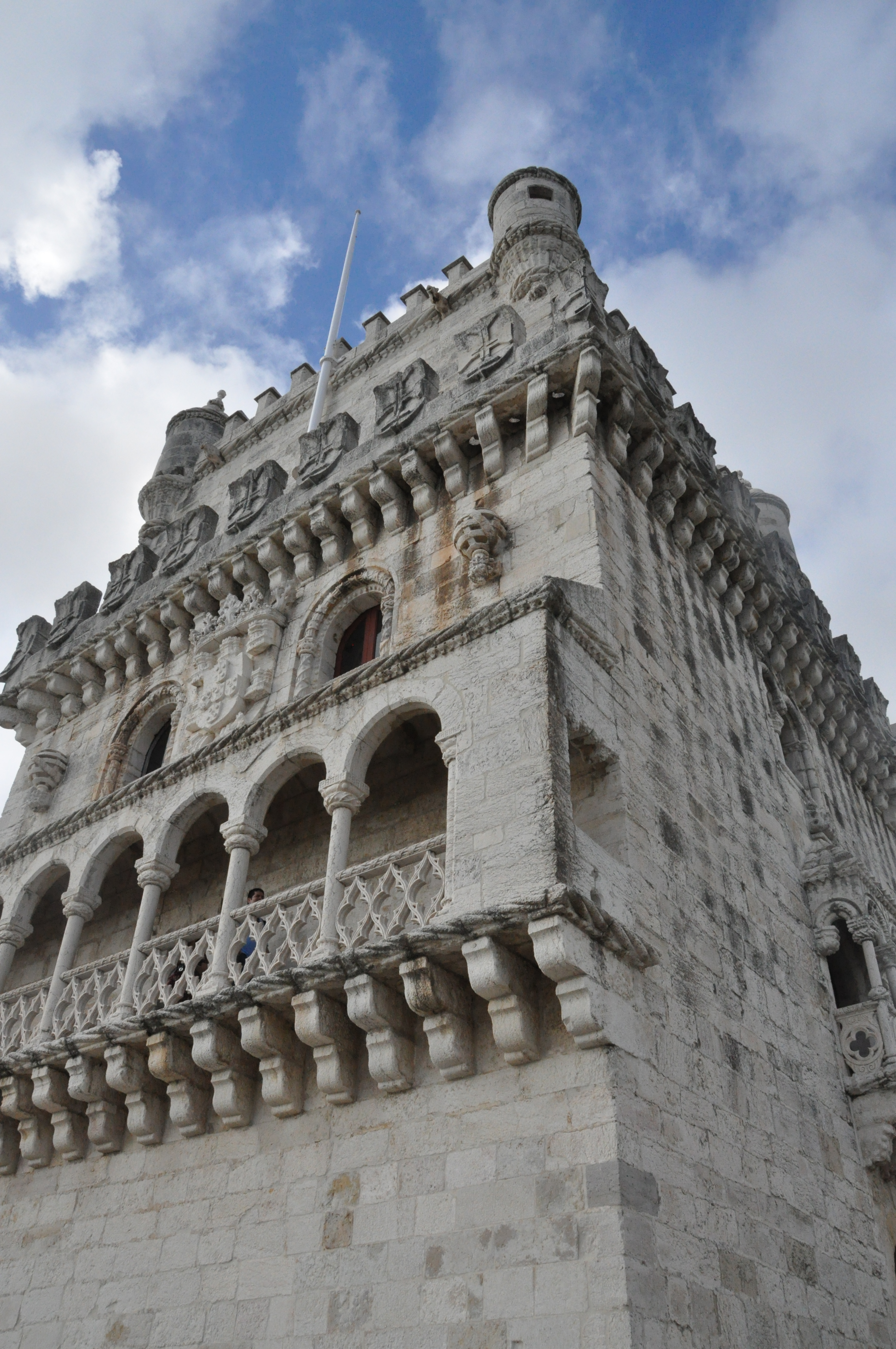
ベレンの塔
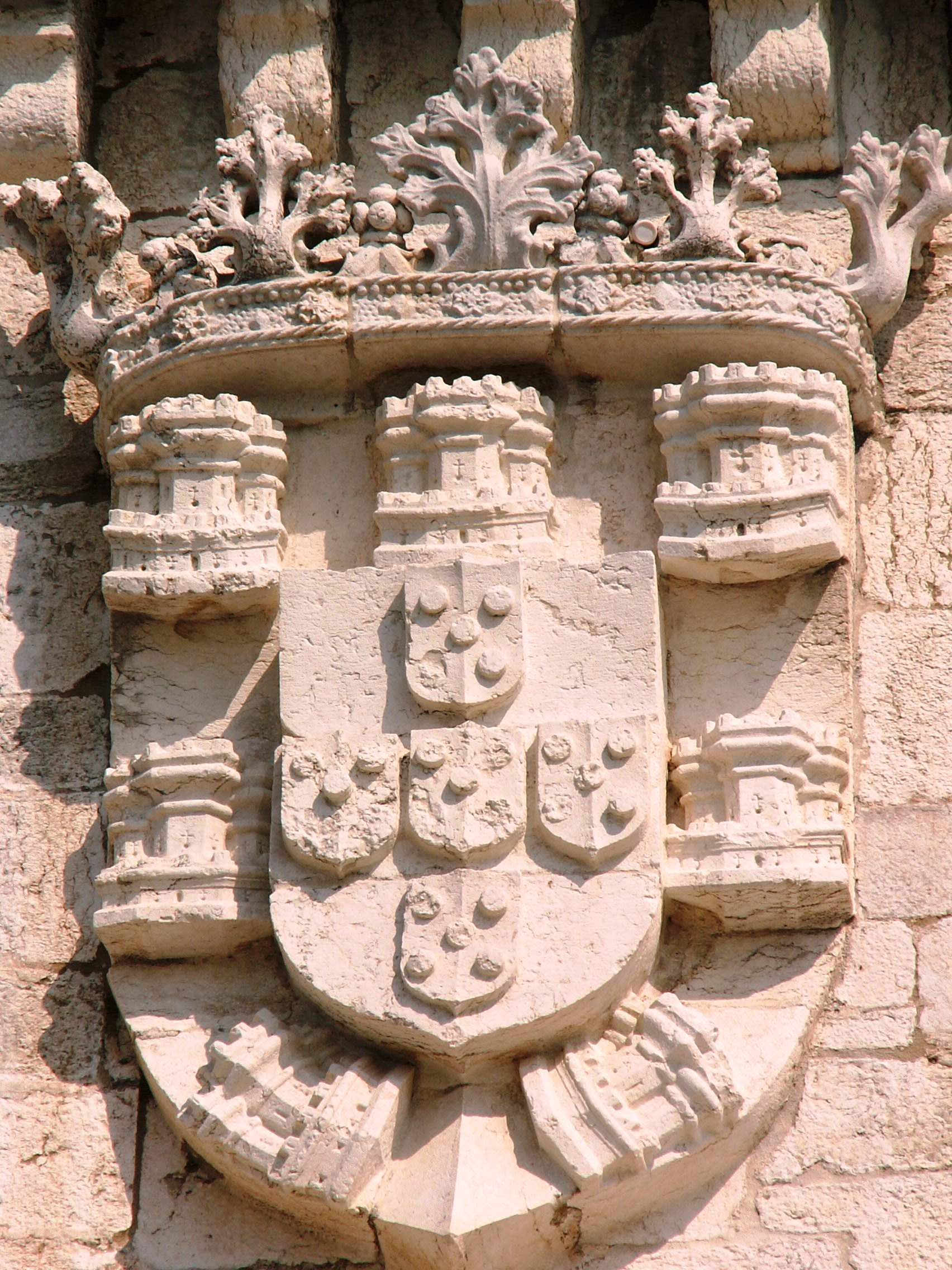
ベレンの塔の装飾
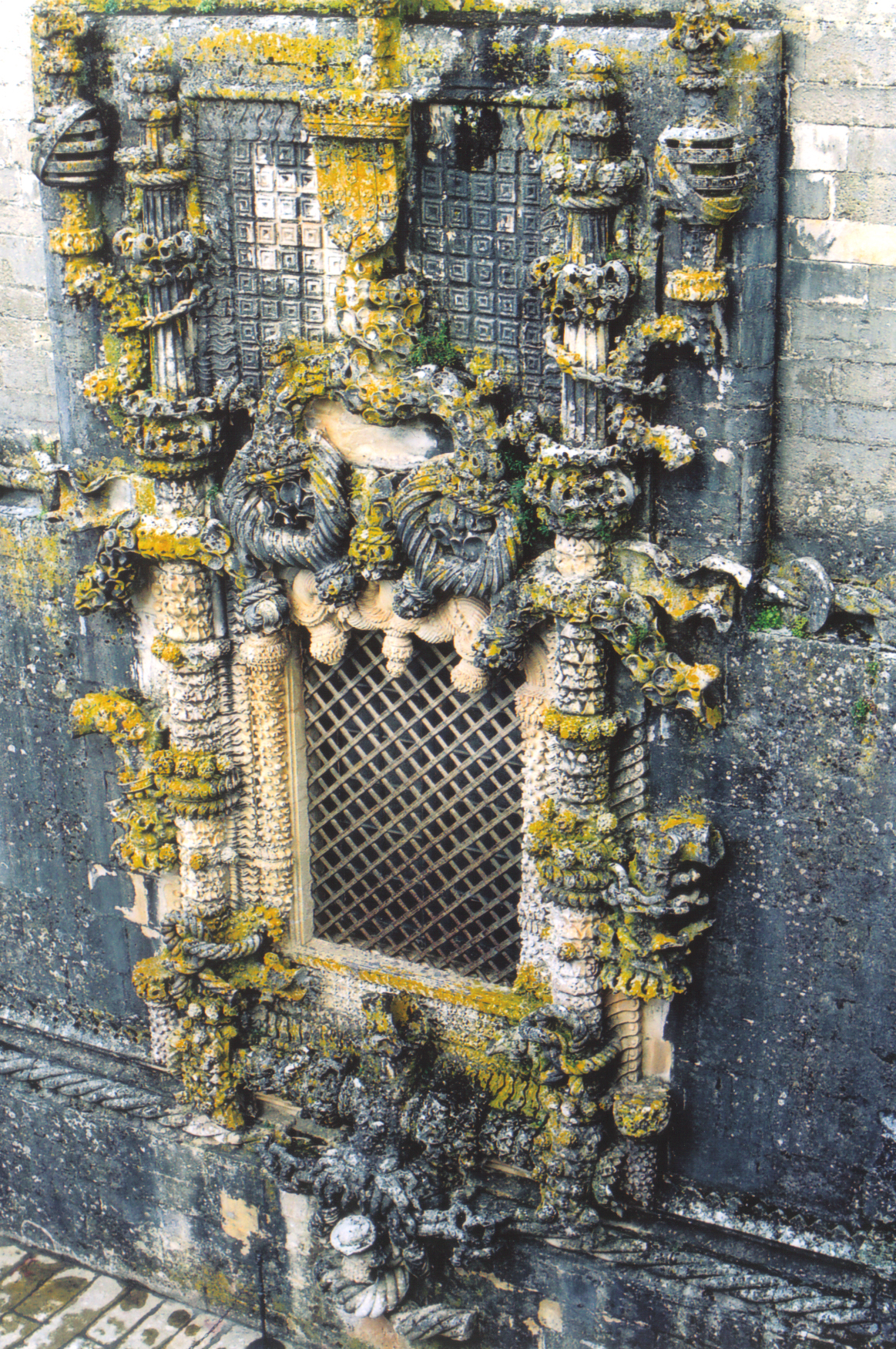
セトゥーバルのジェズス教会
- バターリャ修道院

- ジェロニモス修道院
- ベレンの塔
- ベレンの塔の装飾
- トマールのキリスト教修道院の窓